# A for Andromeda
A for Andromeda — британський науково-фантастичний телесеріал, показаний у 1961 році на BBC One. Сценарій написали видатний астроном Фред Хойл разом з Джоном Елліотом. Історія показує групу вчених, які отримують сигнал з іншої галактики, який доручає їм створити комп'ютер, який потім створює гуманоїдний організм (яку грає Джулі Крісті). A for Andromeda досягла великого успіху, що знайшло відображення у відомій новелізації Гойла та Еліота, а також у продовженні, записаному наступного року під назвою «Прорив Андромеди». Однак, через практику BBC стирати стрічку в той час, серіал не зберігся; винятком є лише частина шостого епізоду, що була знайдена в приватній колекції.
У 1972 році в Італії був знятий рімейк, а у 2006 році BBC показала однойменний телефільм з Келлі Рейлі в головній ролі.